# Александра Чворович
Александра Чворович (на босненски: Aleksandra Čvorović, на сръбски: Александра Чворовић) е босненска редакторка, журналистка и писателка от Република Сръбска, авторка на произведения в жанра лирика, драма и детска литература.

## Биография и творчество
Родена е на 10 февруари 1976 г. в Баня Лука, Босна и Херцеговина, Югославия. Завършва сръбска филология в университета в Баня Лука и после получава магистърска степен по библиотекознание от Филологическия факултет, катедра „Библиотекознание и информатика“ на Белградския университет. Завършва обучението си като психологически съветник по трансакционен анализ в Института за психология.
След дипломирането си в продължение на няколко години работи като изпълнителен редактор на списанието за литература, изкуство и култура „Putevi“. Три години работи като редактор в списанието за литература и култура „Album“. Работи като редактор, журналист, сътрудник и член на редколегията на редица литературни списания – „Književnik“, „Diwan“ и „Album“. В допълнение работи като информационен библиотекар и експертен сътрудник по културни и издателски дейности в Националната и университетската библиотека в Баня Лука. Води семинари за творческо писане, актьорско майсторство и психологическа подкрепа за деца.
Първият ѝ сборник с поезия „Šapat glinenih divova“ („Шепот на глинени гиганти“) е издаден през 2000 г.
Първата ѝ книга за деца „Čarobna ruža“ („Магическа роза“) е издадена през 2014 г.
Участва в литературни вечери в Баня Лука, Сараево, Мостар, Додор и Градачац и във фестивали в региона и в Сърбия, Словения и Нидерландия. Член е на Дружеството на писателите в Босна и Херцеговина и на Асоциацията на писателите на Република Сръбска.
Александра Чворович живее със семейството си в Баня Лука.

## Произведения

### Поезия
- Šapat glinenih divova (2000) – награда „Люпко Рачич“ за най-добра първа книга
- Cvijet na kapiji sna (2007)
- Nadrastanje (2013) – награда „Слово Подгрмеча“

### Сборници
- Anđeo pod krevetom (2002) – проза, награда на Министерството на науката и културата на Република Сръбска
- Monolog u šolji kafe (2006) – проза

### Детска литература
- Čarobna ruža (2014) – награда „Станко Ракита“
- Ukrala me Šumbaba! (2018)

### Участие в антологии и сборници
- Rasejano a sabrano slovo – сборник с поезия и проза от „Лортовски литературен конкурс в Дортмунд 2003“, фондация „Петър Кочич“, Дортмунд; Сръбска асоциация на писателите, Белград (2003)
- Nebo nad Banja Lukom – антология, съставител и редактор „Миленко Стоджичич“, Баня Лука, 2005)
- Nasukani na list lirike – антология на сръбската поезия от втората половина на 20 век, Институт за учебници и учебни помагала, Източно Сараево (2006)
- Tragovi – Spuren – двуезично издание, превод на немски език, Фондация „Петър Кочич“, Баня Лука-Белград (2006)
- Pevanja naroda raseljenog – сборник с поезия и проза от литературния конкурс за наградата „Петър Кочич“ през 2006 г. в Дортмунд, Сръбска асоциация на писателите, Белград (2006)
- Kikinda šort – dvojka – сборник с произведения от Фестивала на разказа, Национална библиотека „Йован Попович“, Кикинда (2008)
- Izgubljene zvijezde – prigodna stopjesmica bosanskohercegovačkih pjesnikinja od 1908. do 2008 – редактиран от: Анто Цирдум; HKD „Напредък“, Сараево (2008)
- Kiš, uobličenja – авторски текстове вдъхновени от Данило Киш, съставител и редактор: „Миленко Стоджичич“, Баня Лука (2009)
- Izgubljena mjesta – проза и фотографско издание; редактори: Хана Стоич и Саша Гаврич; „Шахинпашич“, Сараево (2009)
- Da je barem devedeset treća/ decenija i po bosanskohercegovačkog pjesništva/ – антология на поезията в селекцията на Марко Вешович, „Добрата книга“, Сараево (2010)
- Stazama djetinjstva – най-добрите непубликувани истории за конкурс за детска литература; подготвен от: Шимо Есич; „GBBK“, Босанска Крупа; „Босненската дума“, Тузла (2011)
- A Megaphone: Some Enactments, Some Numbers, and Some Essays about the Continued Usefulness of Crotchless-pants-and-a-machine-gun Feminism – редактори: Джулиана Спар и Стефани Йънг; „ChainLinks“, Оукланд – Филаделфия (2011)